# Jubilejnyj (Mari El)
Jubilejnyj (ros. Юбилейный) – osiedle w Rosji, w Mari El, w rejonie miedwiediewskim. W 2010 liczyło 1210 mieszkańców.